# Geografia Senegalu

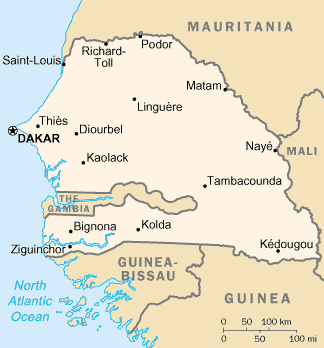
Mapa Senegalu

Senegal jest jednym z mniejszych państw afrykańskich, położony jest w Afryce Zachodniej nad Oceanem Atlantyckim. Kraj został odkryty przez Portugalczyków w XV w. Senegal był w okresie kolonialnym posiadłością francuską, odzyskał niepodległość w 1960 roku. Senegal na świecie słynie ze swej stolicy – Dakaru – która była ostatnim punktem na trasie „Rajdu Paryż-Dakar”.

## Powierzchnia i granice
Powierzchnia – 196 772 km²
Skrajne punkty – północny 16°41′N, południowy 12°18′N, zachodni 17°32′W, wschodni 11°21′W. Rozciągłość południkowa wynosi 460 km, a równoleżnikowa 630 km.

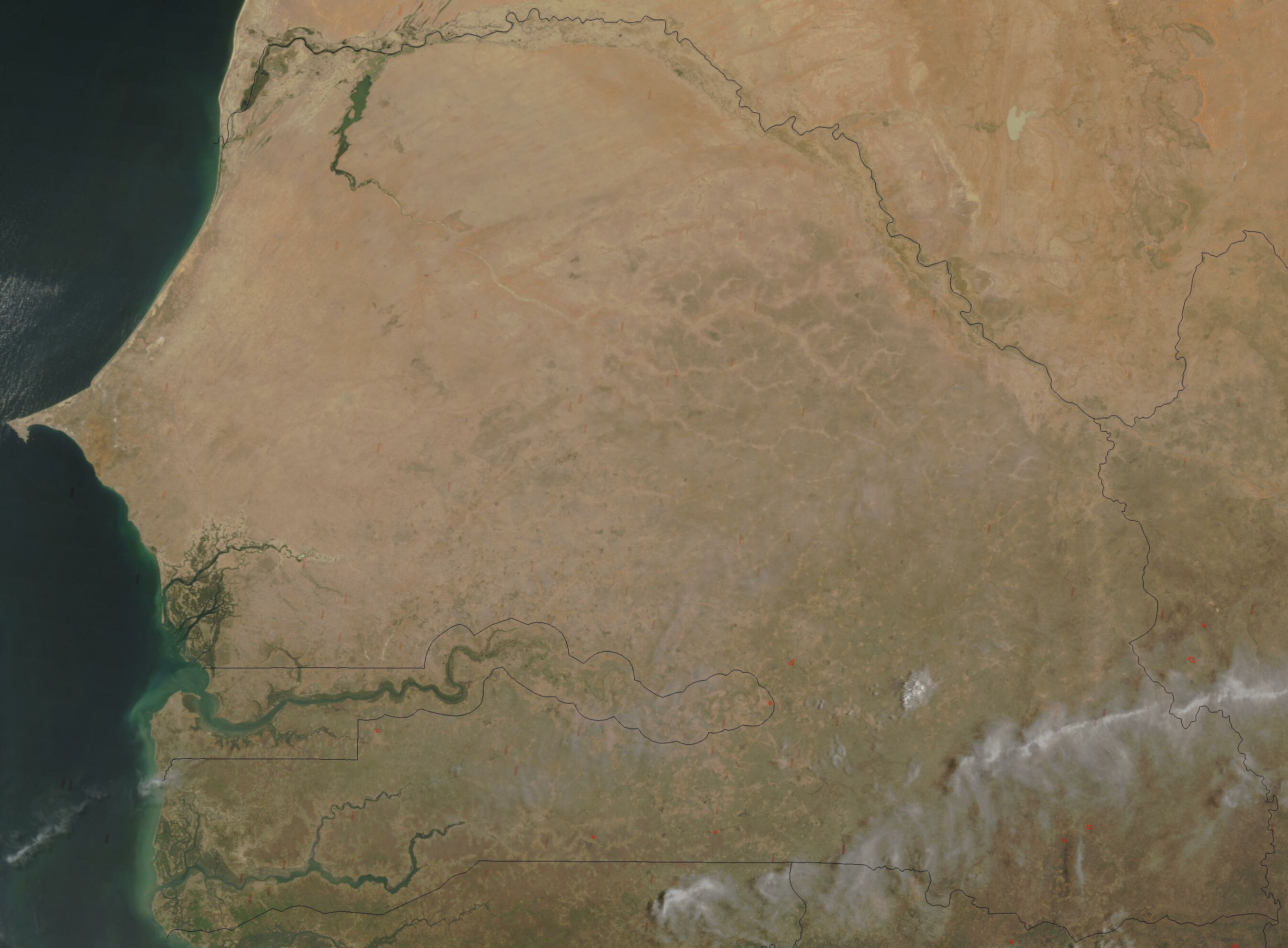
Mapa satelitarna Senegalu

Senegal graniczy z następującymi państwami:
- Gambia – 740 km, kraj leży wewnątrz Senegalu, ale ponieważ posiada dostęp do morza, nie jest jego enklawą.
- Gwinea – 330 km
- Gwinea Bissau – 338 km
- Mali – 419 km
- Mauretania – 813 km

Linia brzegowa liczy 531 km

## Budowa geologiczna i rzeźba
Prawie cała powierzchnia Senegalu jest zajęta przez aluwialny obszar nizin. Obszar ten jest zarazem wielką niecką sedymentacyjną, która jest wypełniona piaskowcami i wapieniami, pochodzącymi z różnych okresów geologicznych, poczynając od jury. Średnia wysokość kraju wynosi 200 m n.p.m.
Południowo-wschodnia część wznosi się na starym krystalicznym cokole. Jest to obszar, będący północnym i północno-wschodnim skrajem masywu Futa Dżalon. Te średnio wyżynne tereny wznoszą się maksymalnie do wysokości 581 m n.p.m. (szczyt Nepen Diakha). Obszar wzniesień jest nieco urozmaicony. Obszary nizinne kraju są równinne i lekko faliste, bez większych wzgórz i wzniesień.
Linia brzegowa kraju jest dobrze rozwinięta, posiada kilka głębokich zatok, a stalica kraju jest położona na wysuniętym daleko na zachód Półwyspie Zielonego Przylądka z położonym na jego zachodnim krańcu Przylądkiem Zielonym. Półwysep ten jest długim skalistym cyplem, reszta linii brzegowej jest w większości pokryta piaszczystymi plażami.

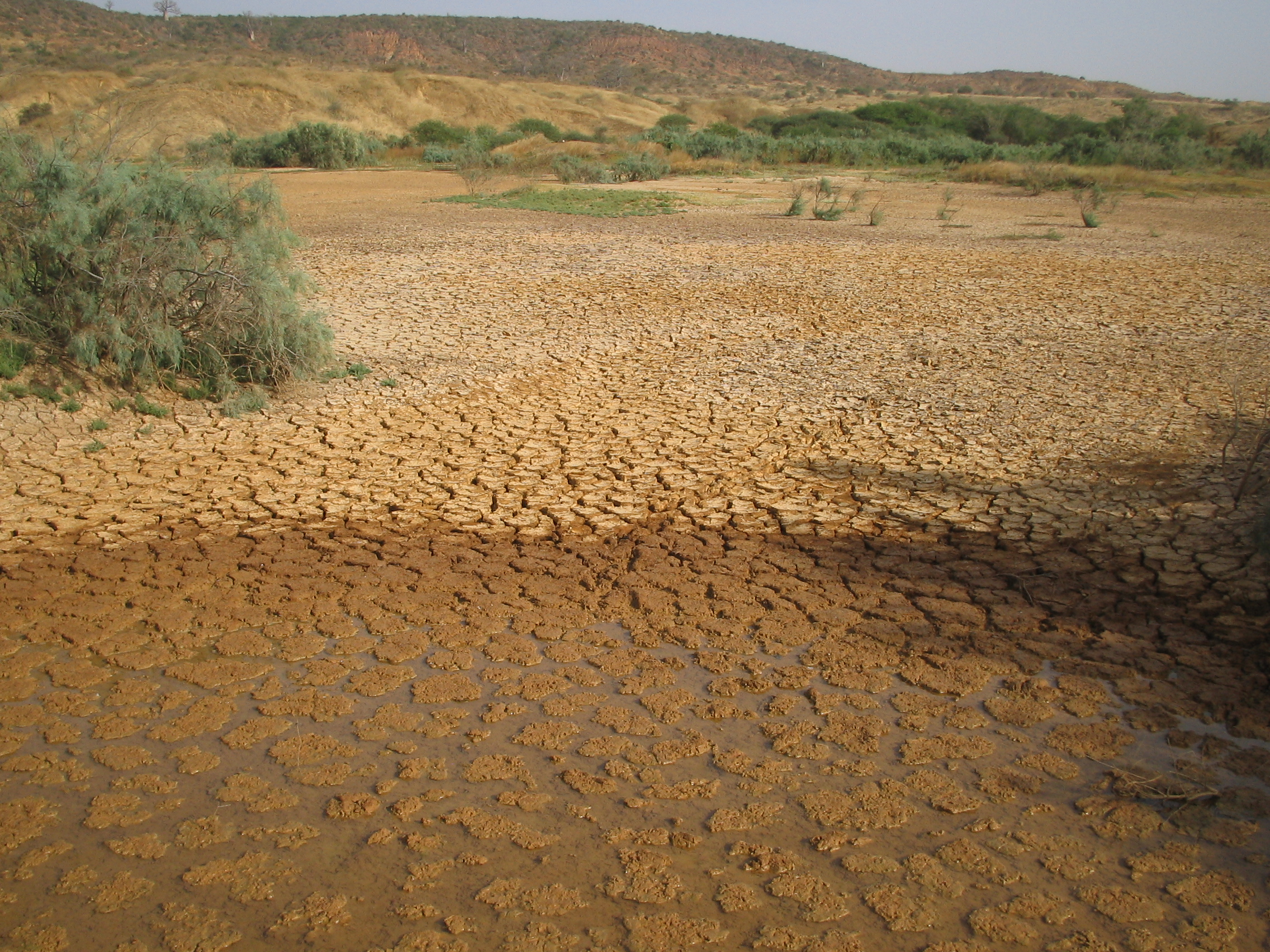
Sucha sawanna na północy kraju

## Klimat
Senegal leży w pasie klimatu podrównikowego, podzielonego na dwie strefy: wilgotny na południu i suchy na północny. Na wybrzeżu klimat posiada morskie cechy.
Opady w kraju układają się równoleżnikowymi pasami. Obszary południowe otrzymują 1200 mm rocznie, dochodząc maksymalnie do 1700 mm. Pora deszczowa trwa zazwyczaj pół roku. Im dalej na północ tym opady są mniejsze, a pora deszczowa skraca się do zaledwie trzech miesięcy. Średnie opady na północy wynoszą około 400 mm. Opady zmniejszają się także na wybrzeżu, posuwając się w kierunku północnym. Przyczyną jest zimny Prąd Kanaryjski, który otrzymuje się wiosenno-letnim, gdzie w okresie zimowym jest wypiera przez ciepły Prąd Gwinejski. W głębi lądy opady zmniejszają się i zaznacza się wpływ kontynentalizmu.
Temperatury są wysokie, przez cały okres roku. Zachodnie obszary cechują się wartościami rzędu 20–24 °C, a obszary w głębi lądu, mają większe amplitudy. Średnie wartości wahają się od 28 do 34 °C. Obecność oceanu łagodzi znacznie temperatury, roczne amplitudy są niewielkie. Najchłodniej jest w styczniu, a najcieplej w lipcu, dotyczy to zwłaszcza obszarów północnych. Na południu rozpiętość temperatur w ciągu roku jest niewielka i nie przekracza 10 °C.
Senegal często jest nawiedzany przez susze, na południu częstym zjawiskiem są burze.

## Wody
Gęstość sieci rzek w kraju jest niezbyt wysoka, co wiąże się z suchym klimatem na północy. Większość rzek znajduje się na południu kraju i w jego środkowej części. Główne rzeki to Senegal i Gambia, obie uchodzą do Oceanu Atlantyckiego, więc prawie cały kraj należy do zlewiska tego oceanu. Tylko nieliczne tereny na północy i na północnym wschodzie są bezodpływowe.
Senegal i Gambia, oraz inne cieki wodne w południowej i środkowej części kraju, cechują się bardzo zmiennym poziomem wód, na który wpływ mają pory – sucha i deszczowa. Najwyższe stany wód występują okresie wrzesień – listopad.
Rzeki na północy kraju są okresowe, pojawiają się tylko w okresie pory deszczowej. W północno-wschodniej części Senegalu, rzeki są epizodyczne.
Największym jeziorem jest jezioro Guiers o powierzchni 200 km².

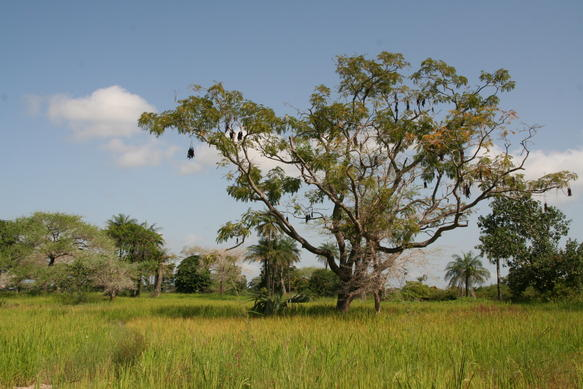
Wilgotne obszary sawanna na południu kraju.

## Gleby
Zgodnie z warunkami klimatycznymi, południowy Senegal pokrywają głównie żelaziste luwisole. Obszary północne są pokryte piaszczystymi arenosolami. W dolinach rzecznych występują gleby aluwialne.

## Flora
Szata roślinna ma układ strefowy, równoleżnikowy, który pokrywa się z pasami klimatu suchego i wilgotnego. Na południu rośnie bujna sawanna lesista, gdzie miejscami występują widne lasy tropikalne z eukaliptusami. Szata roślinna szybko zmienia się w posuwając się w kierunku północnym. Na północy rośnie sucha sawanna sudańska z wysokimi trawami z akacjami i baobabami. Północne i północno-wschodnie krańce Senegalu są porośnięte niższymi trawami i kolczastymi krzewami.
Środkowa i północna część kraju leże w strefie Sahelu. Na wybrzeżu rosną głównie palmowate, a w dolinach rzek miejscami, a zwłaszcza na południu rosną lasy galeriowe.

## Fauna
Świat zwierząt w kraju jest bardzo wyniszczony, zwłaszcza na terenach zachodnich. Na wschodzie można spotkać antylopy i bawoły, a z drapieżników lwy, pantery i hieny, a także szakale. Na sawannach drzewiastych występuje kilka gatunków małp, m.in. pawiany. Z ptaków występują flaming i strusie na sawannach, a nad morzem mewy i rybitwy.
Pod ochroną prawną znajduje się 11% powierzchni kraju. Istnieje sześć parków narodowych (największy to Niokolo-Koba na południowym wschodzie); rozległe rezerwaty fauny znajdują się głównie na północy.